# Lista de grão-duques de Luxemburgo
O grão-duque de Luxemburgo é o chefe de Estado de Luxemburgo. Luxemburgo é o único grão-ducado soberano existente no mundo, uma condição para a qual ele foi promovido em 1815, devido à sua unificação com os Países Baixos sob a Casa de Orange-Nassau.

## Casa de Orange-Nassau
|  | Nome          | Data de nascimento      | Data de morte          | Monarca de           | Monarca até            |
|  | ------------- | ----------------------- | ---------------------- | -------------------- | ---------------------- |
|  | Guilherme I   | 24 de agosto de 1772    | 12 de dezembro de 1843 | 15 de março de 1815  | 7 de outubro de 1840   |
|  | Guilherme II  | 6 de dezembro de 1792   | 17 de março de 1849    | 7 de outubro de 1840 | 17 de março de 1849    |
|  | Guilherme III | 17 de fevereiro de 1817 | 23 de novembro de 1890 | 17 de março de 1849  | 23 de novembro de 1890 |

## Casa de Nassau-Weilburg
Quando Guilherme III faleceu, o grão-ducado de Luxemburgo, sob a lei sálica, só poderia ser herdado por um herdeiro homem, e o trono passou conseqüentemente para Adolfo, o ex-duque de Nassau.
Em 1905, com a morte de seu tio, o príncipe Nikolaus-Wilhelm, Guilherme IV nomeou sua filha mais velha como herdeira e modificou as leis de sucessão; o único outro membro masculino e legítimo da Casa de Nassau-Weilburg era o primo de Guilherme IV, Jorge Nicolau, conde de Merenberg, fruto de um casamento morganático. Em 1907, Guilherme nomeou todos os condes de Merenberg não-dinásticos, nomeando sua filha mais velha, Maria Adelaide (1894-1924) como herdeira do trono grão-ducal. Ela se tornou o primeiro monarca feminino reinante de Luxemburgo com a morte de seu pai, em 1912. Em 1919, abdicou em favor de sua irmã Carlota (1896-1985). Os descendentes de Charlotte tem reinado até o presente.
| Imagem | Nome           | Data de nascimento    | Data de morte           | Monarca de              | Monarca até             |
| ------ | -------------- | --------------------- | ----------------------- | ----------------------- | ----------------------- |
|        | Adolfo         | 24 de julho de 1817   | 17 de novembro de 1905  | 23 de novembro de 1890  | 17 de novembro de 1905  |
|        | Guilherme IV   | 22 de abril de 1852   | 25 de fevereiro de 1912 | 17 de novembro de 1905  | 25 de fevereiro de 1912 |
|        | Maria Adelaide | 14 de junho de 1894   | 24 de janeiro de 1924   | 25 de fevereiro de 1912 | 14 de janeiro de 1919   |
|        | Carlota        | 23 de janeiro de 1896 | 9 de julho de 1985      | 14 de janeiro de 1919   | 12 de novembro de 1964  |
|        | João           | 5 de janeiro de 1921  | 23 de abril de 2019     | 12 de novembro de 1964  | 7 de outubro de 2000    |
|        | Henrique       | 16 de abril de 1955   | Vivo                    | 7 de outubro de 2000    | Incumbente              |